# Jessica Salazar
Jessica „Jessy“ Salazar Valles (* 21. September 1995 in Guadalajara) ist eine mexikanische Bahnradsportlerin, die auf Kurzzeitdisziplinen spezialisiert ist.

## Sportliche Laufbahn
2015 wurde Jessy Salazar dreifache mexikanische Meisterin, im 500-Meter-Zeitfahren, im Keirin und gemeinsam mit Daniela Gaxiola im Teamsprint. Im selben Jahr errang sie zwei Titel bei den panamerikanischen Bahnmeisterschaften, im Zeitfahren sowie mit Gaxiola im Teamsprint, und im Keirin eine Bronzemedaille.
2016 wurde Salazar dreifache Panamerikameisterin. Im 500-Meter-Zeitfahren stellte sie dabei am 7. Oktober im Velódromo Bicentenario in Aguascalientes einen neuen Weltrekord über 32,268 Sekunden auf. Bis einschließlich 2019 wurde sie vier Mal Panamerikameisterin in dieser Disziplin. 2019 siegte sie bei den Panamerikaspielen mit Daniela Gaxiola im Teamsprint, im Omnium belegte sie Rang zwei. Bei den UCI-Bahn-Weltmeisterschaften 2020 in Berlin wurde sie Vize-Weltmeisterin im 500-Meter-Zeitfahren.
Obwohl Jessica Salazar die erfolgreichste Radsportlerin ihres Landes war und Mexiko auch mit ihren Leistungen die notwendigen Qualifikationspunkte für die Olympischen Spiele in Tokio errang, wurde sie 2021 ebenso wie Yareli Salazar vom mexikanischen Radsportverband (FMC) nicht für einen Start bei den Spielen nominiert. Das Sportministerium des Bundesstaates Jalisco kündigte Widerspruch gegen diese Entscheidung an. Die Klage erfolgte nach der vorläufigen Suspendierung des FMC durch den Weltradsportverband UCI, da der Verband schwerwiegende Verstöße gegen die UCI-Satzung begangen habe, insbesondere bei der Unternehmensführung (Governance) und bei Wahlverfahren.
In der Folge bildete Salazar mit Yuli Verdugo und Daniela Gaxiola ein erfolgreiches Trio im Teamsprint, unter anderem mit einem Sieg im Nations Cup (2023), zwei Siegen in den Panamerika-Meisterschaften (2023, 2024). Im Teamsprint der Olympischen Spiele 2024 belegten die drei Platz fünf.

## Erfolge
2013
- Junioren-Panamerikameisterin – 500-Meter-Zeitfahren, Teamsprint (mit Yuli Verdugo)

2015
- Panamerikameisterin – 500-Meter-Zeitfahren, Teamsprint (mit Daniela Gaxiola)
- Panamerikameisterschaft – Keirin
- Mexikanische Meisterin – Sprint, 500-Meter-Zeitfahren, Keirin, Teamsprint (mit Daniela Gaxiola)

2016
- Panamerikameisterin – 500-Meter-Zeitfahren, Sprint, Teamsprint (mit Yuli Verdugo)

2017
- Panamerikameisterin – 500-Meter-Zeitfahren

2018
- Panamerikameisterin – 500-Meter-Zeitfahren, Teamsprint (mit Daniela Gaxiola und Yuli Verdugo)
- Panamerikameisterschaft – Sprint
- Zentralamerika- und Karibikspiele – Sprint, Keirin, 500-Meter-Zeitfahren
- Mexikanische Meisterin – Sprint, Keirin, 500-Meter-Zeitfahren, Teamsprint (mit Antonieta Gaxiola)

2019
- Panamerikaspielesiegerin – Teamsprint (mit Daniela Gaxiola)
- Panamerikameisterin – 500-Meter-Zeitfahren
- Panamerikameisterschaft – Teamsprint (mit Yuli Verdugo)
- Mexikanische Meisterin – 500-Meter-Zeitfahren, Teamsprint (mit Daniela Gaxiola)

2020
- Weltmeisterschaft – 500-Meter-Zeitfahren
- Mexikanische Meisterin – 500-Meter-Zeitfahren, Teamsprint (mit Daniela Gaxiola und Melanie Ramirez)

2021
- Mexikanische Meisterin – Teamsprint (mit Daniela Gaxiola und Yuli Verdugo)

2022
- Panamerikameisterschaft – Teamsprint (mit Yuli Verdugo und Daniela Gaxiola)

2023
- Nations Cup in Milton – Teamsprint (mit Daniela Gaxiola und Yuli Verdugo)
- Panamerikameisterin – Teamsprint (mit Yuli Verdugo, Daniela Gaxiola und Maria Vizcaino)
- Panamerikameisterschaft – 500-Meter-Zeitfahren
- Panamerikaspiele – Teamsprint (mit Daniela Gaxiola und Yuli Verdugo)
- Zentralamerika- und Karibikspielesieger – Teamsprint (mit Yuli Verdugo und Daniela Gaxiola)

2024
- Panamerikameisterin – Teamsprint (mit Yuli Verdugo und Daniela Gaxiola)
- Panamerikameisterschaft – 500-Meter-Zeitfahren